# シアトル万国博覧会
シアトル万国博覧会（シアトルばんこくはくらんかい, Century 21 Exposition, Expo 1962）は、1962年4月21日から10月21日までアメリカ合衆国・シアトルで開催された国際博覧会（第2種一般博）である。テーマは「宇宙時代の人類」。シアトルのシンボルタワーであるスペースニードルおよびそこへの交通機関であるシアトル・センター・モノレールはこの時に建設された。24ヶ国が参加し、184日の会期中961万人が入場した。